# Jeri Southern
Jeri Southern (* 5. August 1926 bei Royal, Nebraska; † 4. August 1991 in Los Angeles, Kalifornien; eigentlich Genevieve Lillian Hering) war eine US-amerikanische Jazzsängerin und -pianistin.

## Leben und Wirken
Jeri Southern begann schon mit drei Jahren Klavier zu spielen und studierte zunächst klassisches Klavierspiel und Gesang in Omaha, Nebraska, gab jedoch ihre Pläne auf, eine Konzertpianistin zu werden und entschied sich für den Jazz. Zu Beginn ihrer Karriere spielte sie in Hotels und mit einer Rekrutierungsgruppe der US-Navy. In den späten 1940er Jahren arbeitete sie in Chicagoer Clubs, wie im „Hi Note Club“, wo sie auch zu singen begann. Dort begleitete sie Anita O’Day, Carmen McRae und andere. Bekannt wurde sie für ihren Stil der torch songs.
Im Jahr 1951 unterschrieb sie einen Plattenvertrag beim Label Decca Records und wurde sowohl im  Bereich der populären Musik wie im Jazz bekannter. Die 1950er Jahre waren der Höhepunkt ihrer Karriere; 1951 hatte Southern ihren ersten Hit, den sie von Billie Holiday übernahm, You Better Go Now. In dieser Zeit sang sie auch in einigen Filmen; es folgten Hits wie Joey und When I Fall in Love. 1957 hatte sie einen Top-30-Hit mit Fire Down Below, dem Titelsong des gleichnamigen Films. In den späten 1950er Jahren wechselte sie zu Capitol Records und feierte Erfolge mit ihren Interpretationen von Cole-Porter-Titeln mit Arrangements von Billy May. Schließlich wechselte sie nochmals die Plattenfirma, ging zu „Roulette Records“ und nahm Alben mit Marty Paich und Johnny Smith auf.
Im Jahr 1962, als ihr Erfolg nachließ, gab sie ihre Auftritte auf und arbeitete mehr im Hintergrund in Hollywood, u. a. für Jack Lemmon, Charlie Cochran und Steve Allen. In dieser Zeit lebte und arbeitete sie mit dem Komponisten Hugo Friedlander zusammen. 1972 schrieb sie das Lehrbuch Interpreting Popular Music at the Keyboard.
Als ihren größten Einfluss nannte sie Frank Sinatra.

## Auswahl-Diskographie
- The Very Thought of You - The Decca Years 1951-1957 (GRP-Kompilation)
- Jeri Southern and the Johnny Smith Quartet: Johnny Smith metts Jeri Southern (Roulette, Fresh Sound Records, ca. 1959)
- Jeri Southern with the Marty Paich Orchestra: Southern Breeze (Roulette, Fresh Sound Records, 1959)
- Jeri Southern and the Lennie Hayton Orchestra: Coffee, Cigarettes and Memories (Roulette, Fresh Sound Records, ca. 1959)
- Jeri Southern and the Dick Hazard Quartet: Misty Blue (Blue Note, Kompilation, 1959)
- Jeri Southern meets Cole Porter with Billy May and His Orchestra (Capitol T1173)

- Einen (eingespielten) Kurzauftritt hat Jeri Southern auf Charlie Hadens Album Haunted Heart von 1990